# Kabinet-Clinton

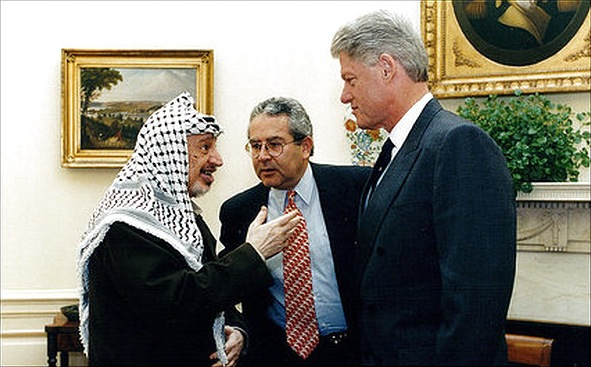
President van de Palestijnse Autoriteit Yasser Arafat en president Bill Clinton in de Oval Office tijdens een bijeenkomst in het Witte Huis op 29 september 1998.

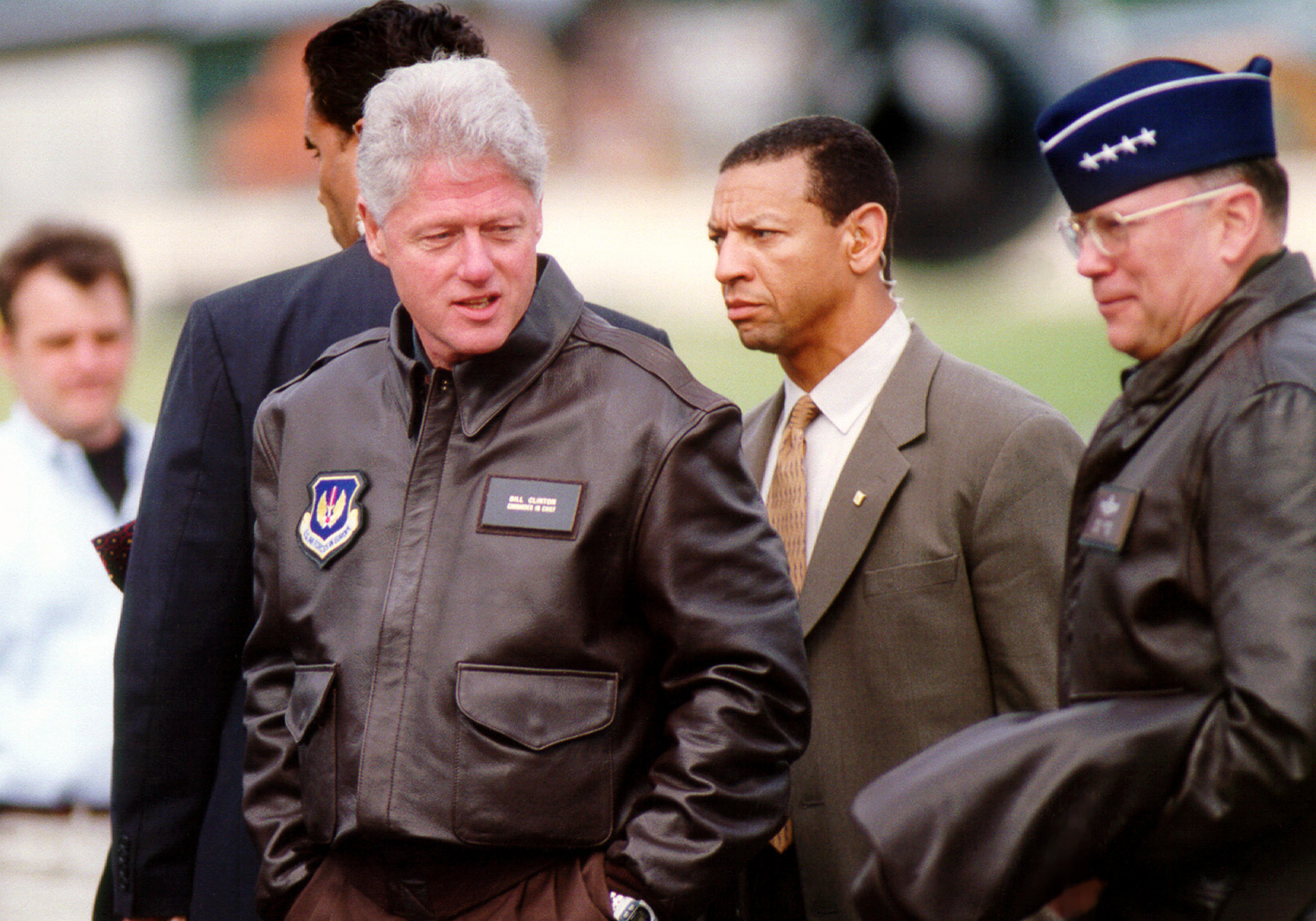
President Bill Clinton tijdens een bezoek aan Vliegbasis Ramstein in Kaiserslautern op 5 mei 1999.

President Bill Clinton en president van Frankrijk Jacques Chirac tijdens een bezoek aan het Élysée op 17 juni 1999.

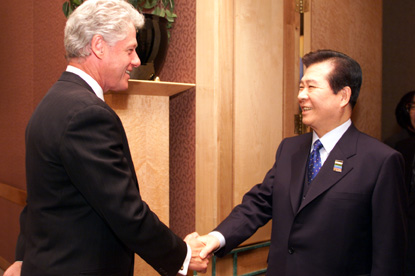
President Bill Clinton en president van Zuid-Korea Kim Dae-jung tijdens een bezoek aan Seoel op 12 september 1999.

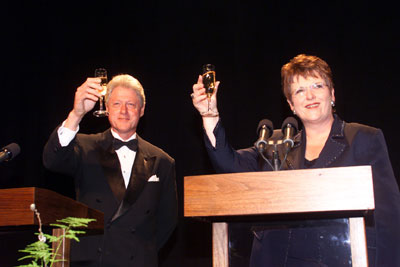
President Bill Clinton en premier van Nieuw-Zeeland Jenny Shipley tijdens een bezoek aan Christchurch op 15 september 1999.

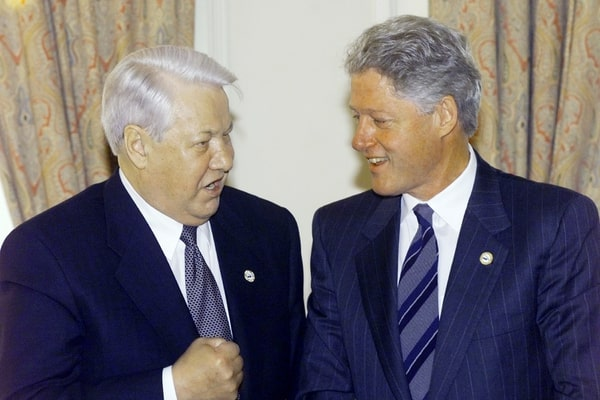
President van Rusland Boris Jeltsin en president Bill Clinton tijdens een bezoek aan Istanboel op 18 november 1999.

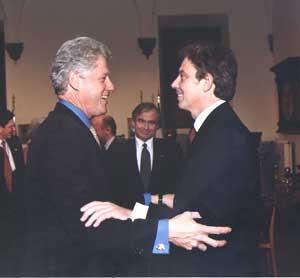
President Bill Clinton en premier van het Verenigd Koninkrijk Tony Blair tijdens een bezoek aan Florence op 20 november 1999.

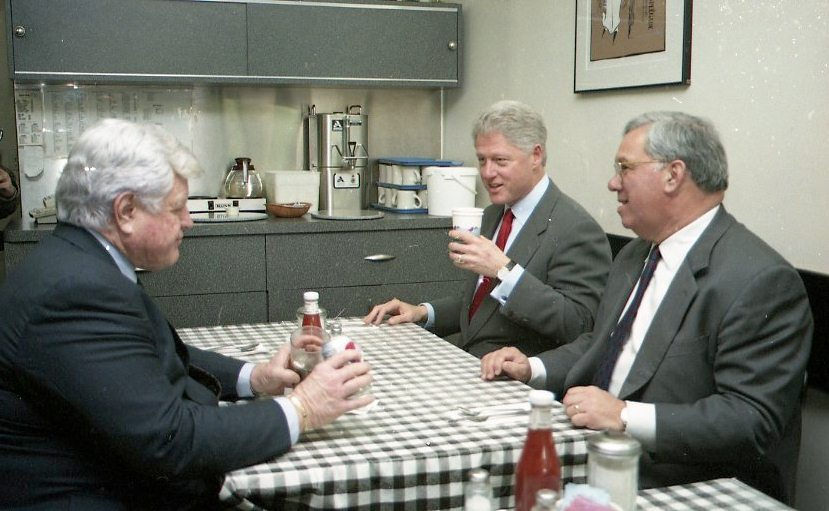
Senator Ted Kennedy, president Bill Clinton en burgemeester van Boston Thomas Menino tijdens een bijeenkomst in Boston op 18 januari 2000.

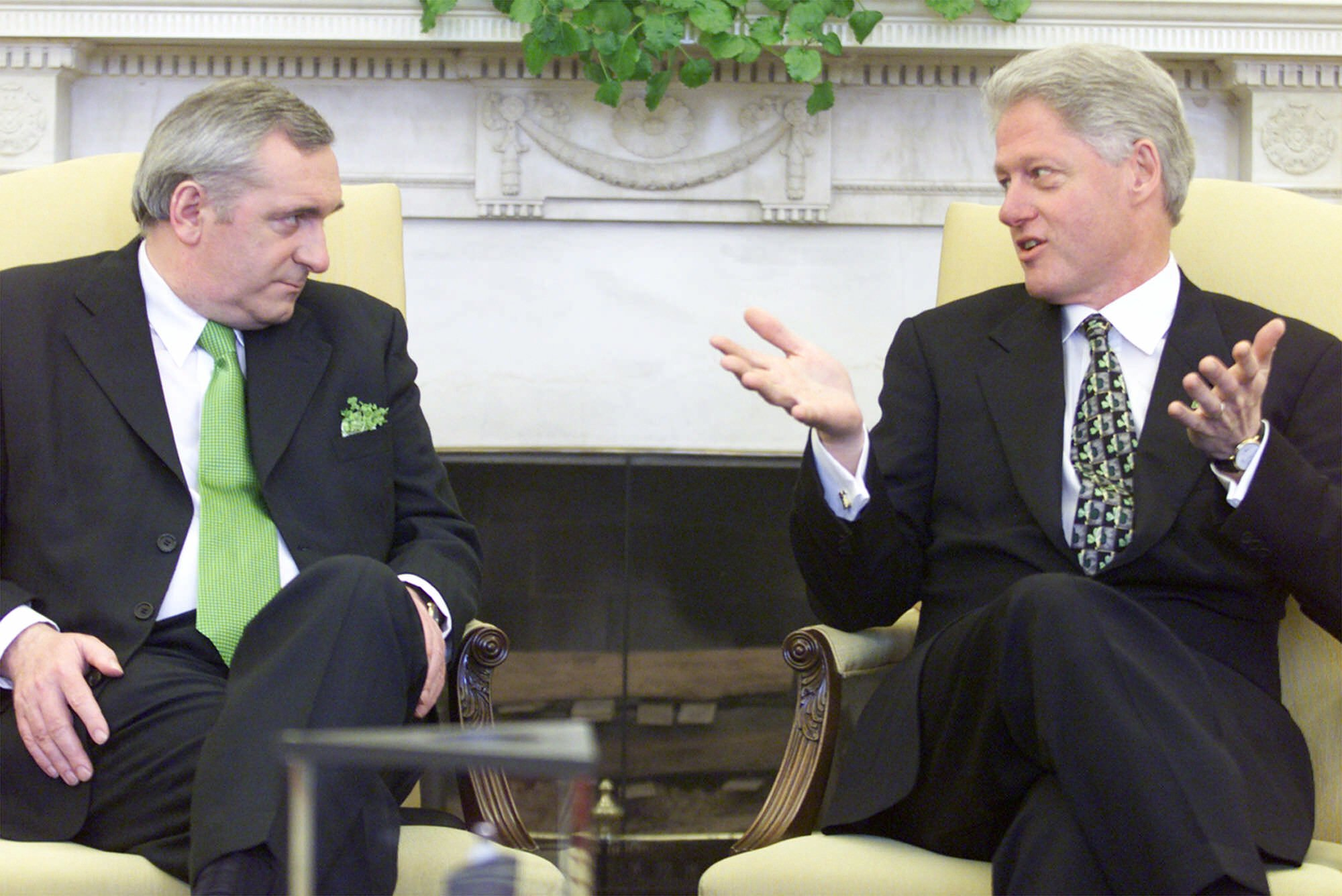
Taoiseach van Ierland Bertie Ahern en president Bill Clinton in de Oval Office tijdens een bijeenkomst in het Witte Huis op 17 maart 2000.

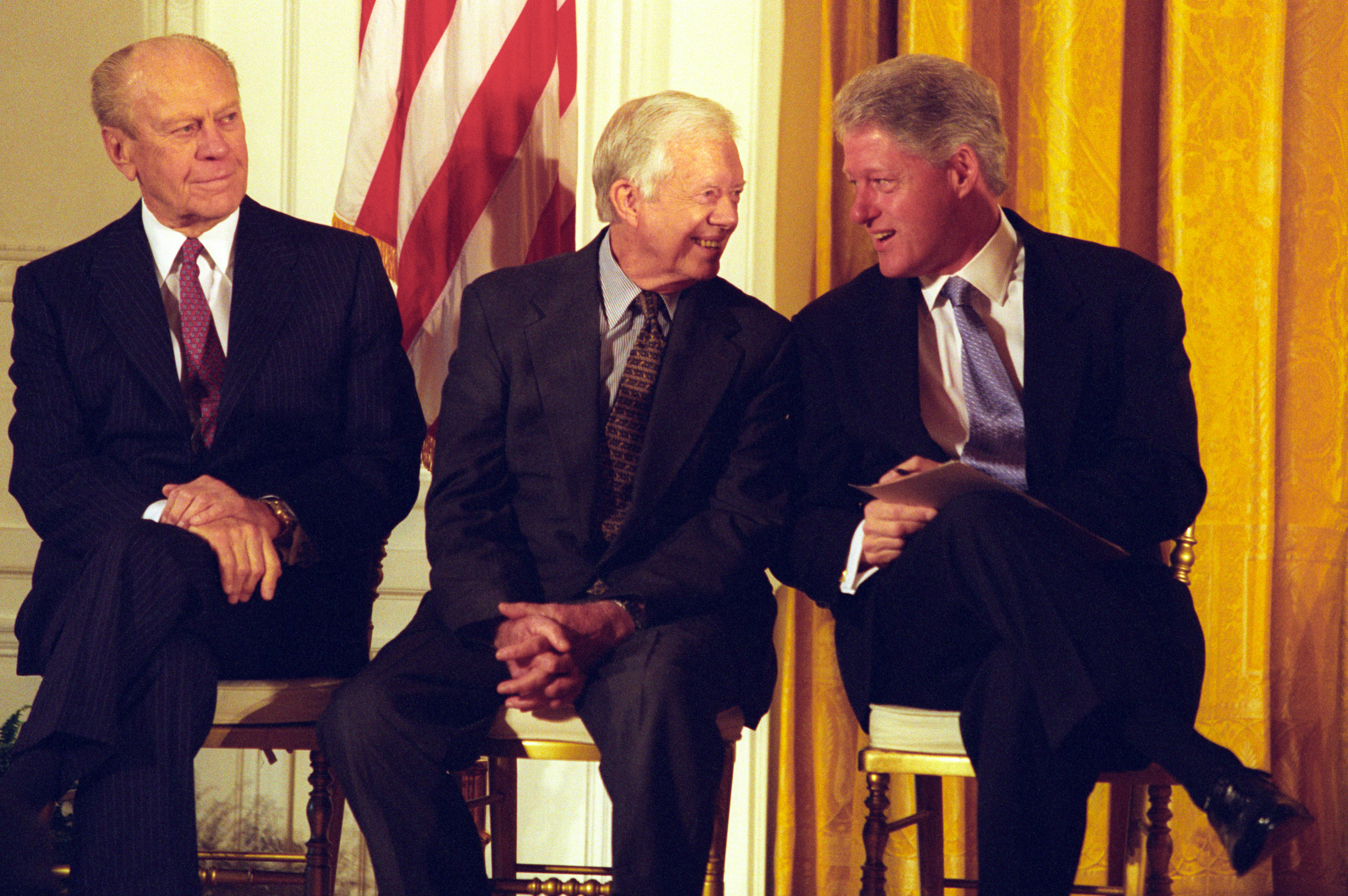
Voormalig presidenten Gerald Ford en Jimmy Carter en president Bill Clinton tijdens een bijeenkomst in het Witte Huis op 9 mei 2000.

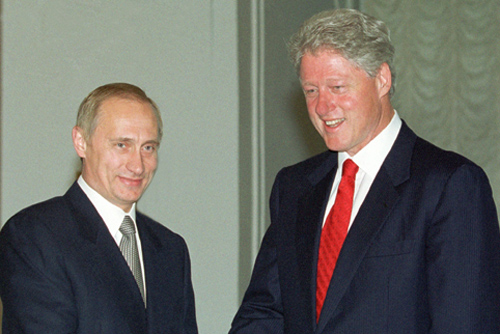
President van Rusland Vladimir Poetin en president Bill Clinton tijdens een bezoek aan het Kremlin op 3 juni 2000.

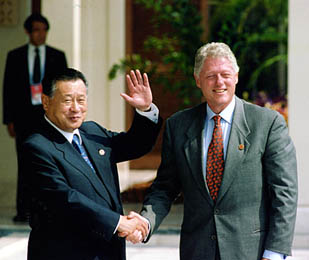
Premier van Japan Yoshiro Mori en president Bill Clinton en tijdens een Groep van Acht bijeenkomst in Nago, Japan op 22 juli 2000.

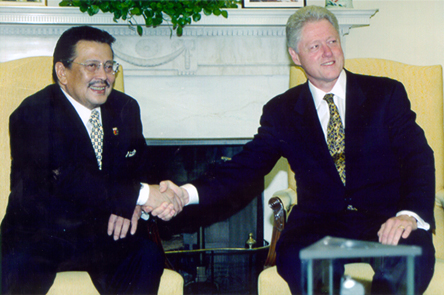
President van de Filipijnen Joseph Estrada en president Bill Clinton in de Oval Office tijdens een bijeenkomst in het Witte Huis op 27 juli 2000.

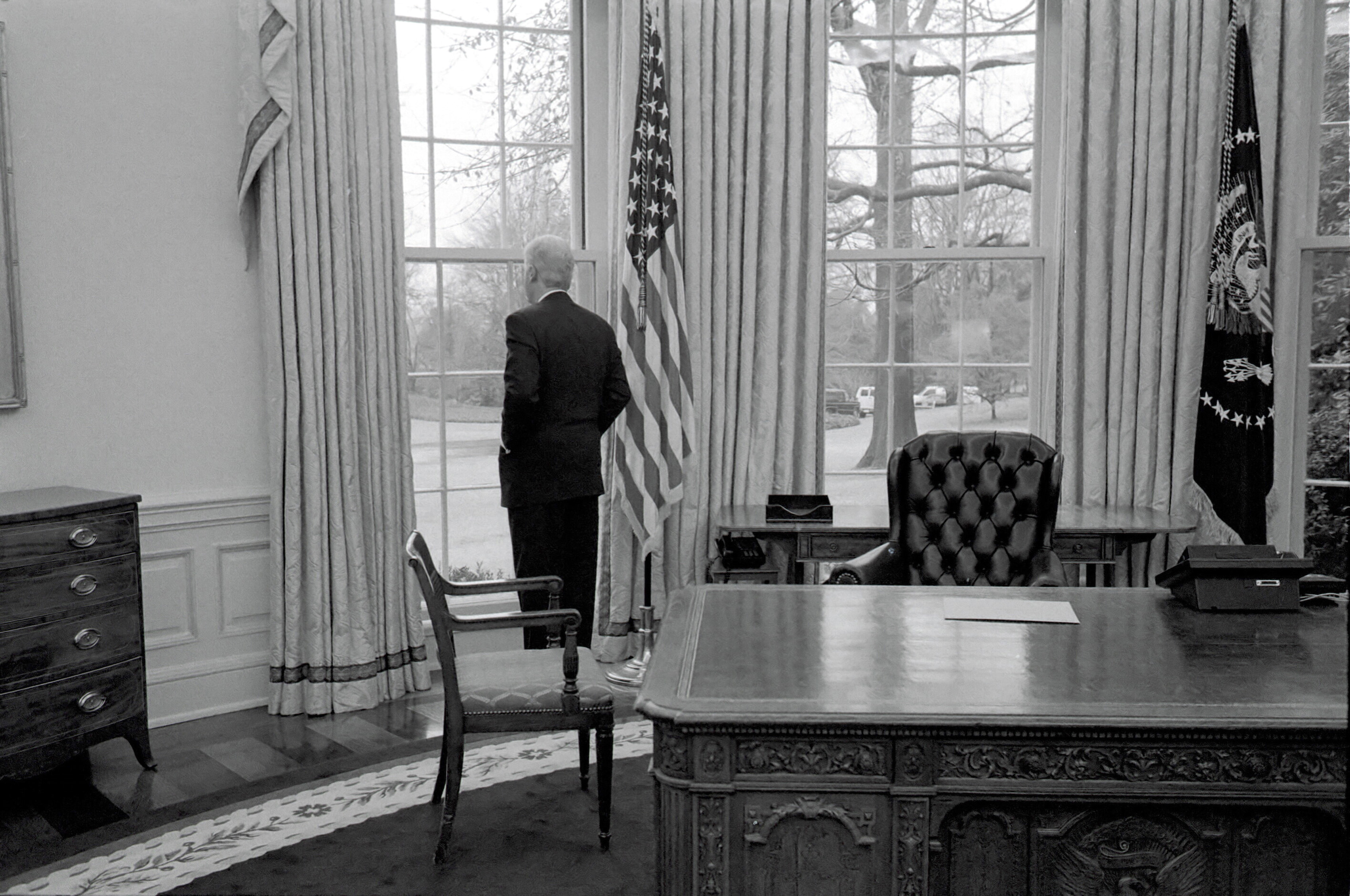
President Bill Clinton voor het laatst in de Oval Office tijdens zijn ambtstermijn op 20 januari 2001.

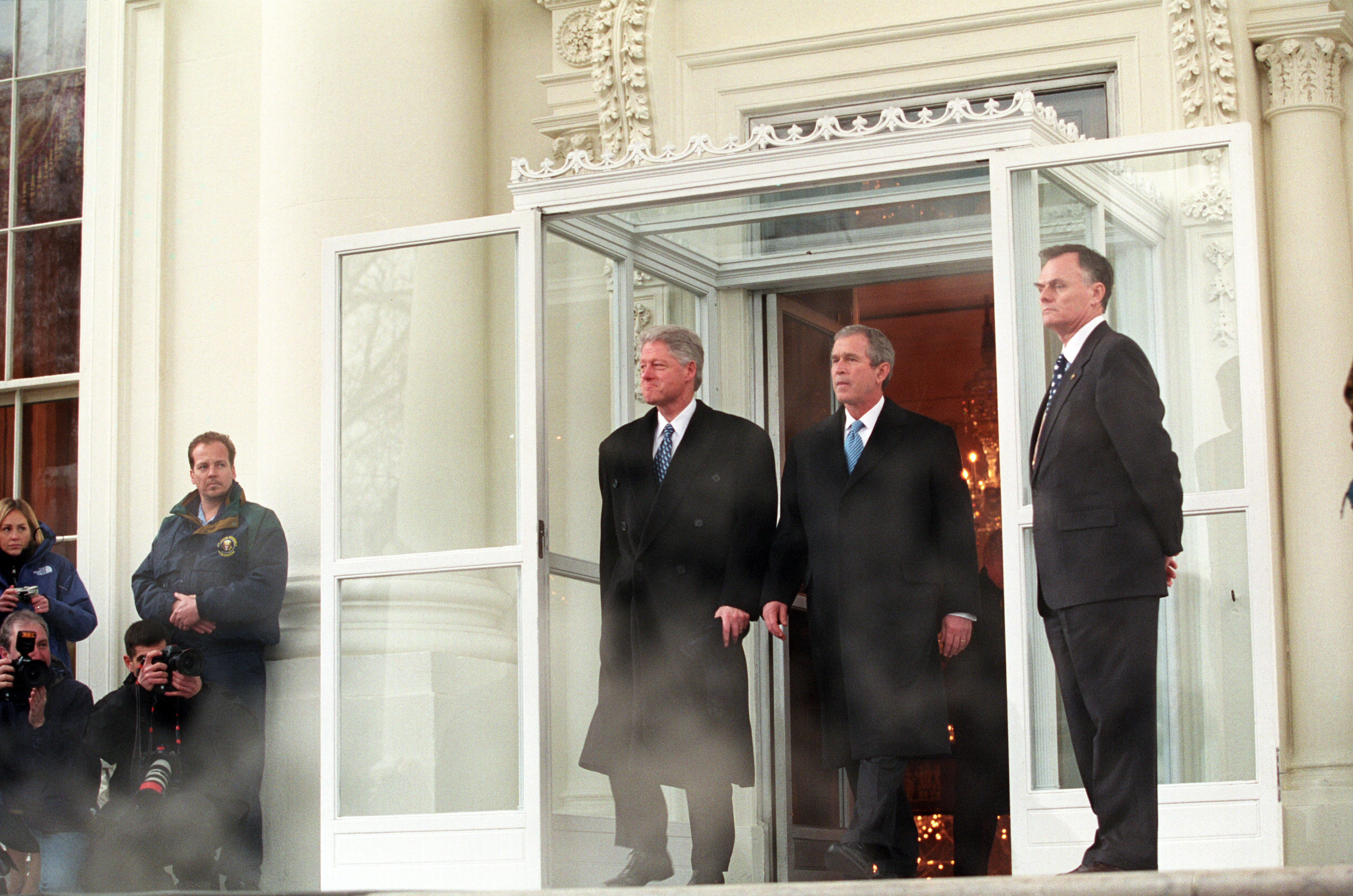
Uitgaand president Bill Clinton en inkomend president George W. Bush voor de inauguratie op 20 januari 2001.

Het kabinet–Clinton was de uitvoerende macht van de Verenigde Staten van Amerika van 20 januari 1993 tot 20 januari 2001. Gouverneur van Arkansas Bill Clinton van de Democratische Partij werd gekozen als de 42e president van de Verenigde Staten na de presidentsverkiezingen van 1992 waarbij hij de kandidaat van de Republikeinse Partij de zittend president George H.W. Bush versloeg. Clinton werd herkozen voor een tweede termijn in 1996 na het verslaan van de Republikeinse kandidaat de voormalig senator voor Kansas en partijleider van de Republikeinse Partij in de senaat Bob Dole. Met een leeftijd van 46-jaar was Clinton de derde jongste president in de Amerikaanse geschiedenis en de eerste Democraat die een tweede termijn won sinds Franklin Delano Roosevelt in 1936.

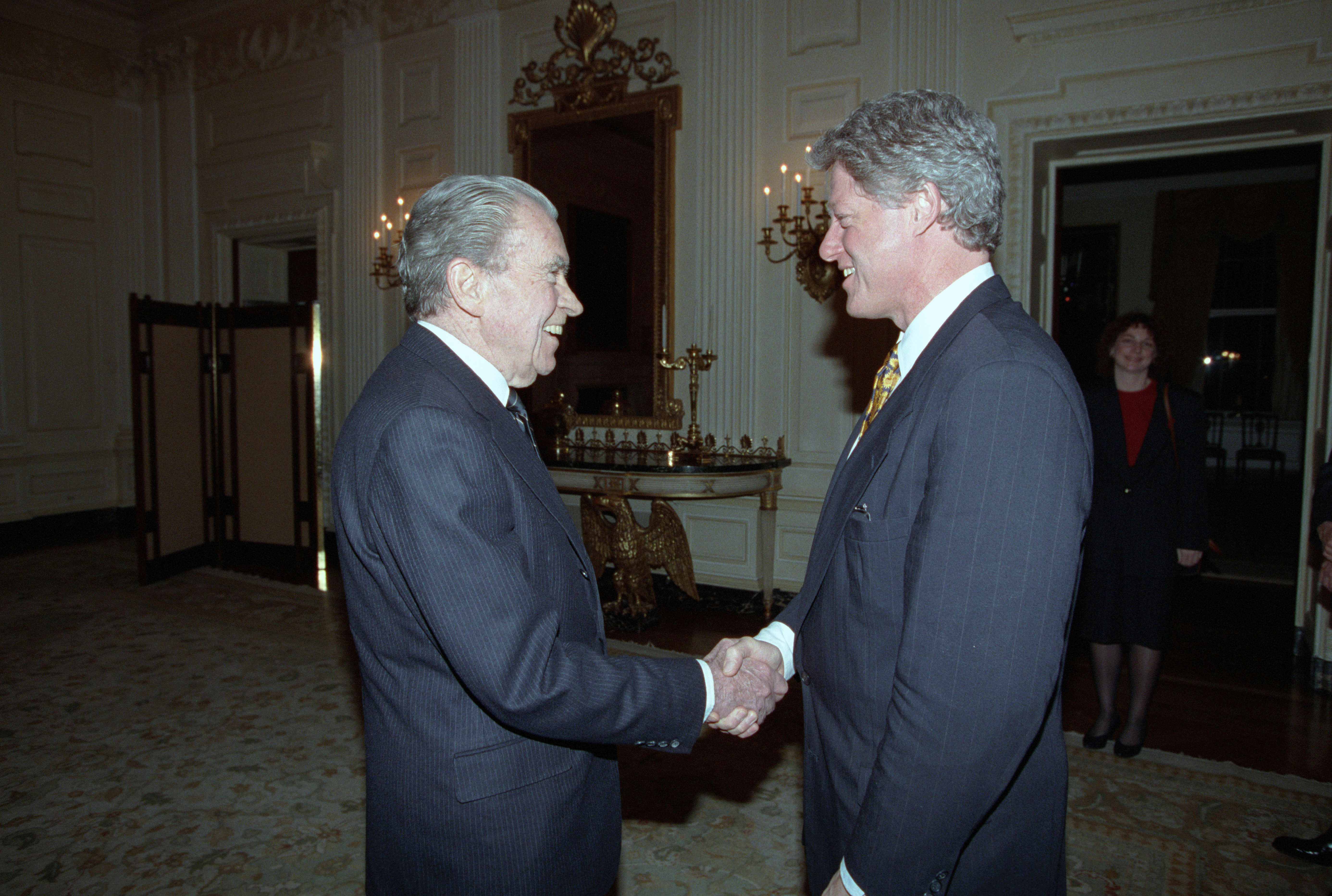
Voormalig president Richard Nixon en president Bill Clinton tijdens een bijeenkomst in het Witte Huis op 8 maart 1993.

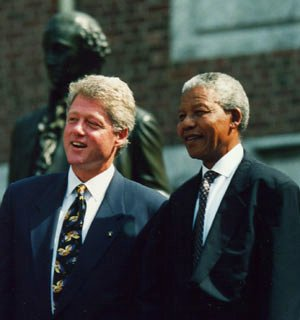
President Bill Clinton en apartheidsstrijder Nelson Mandela tijdens een bijeenkomst in Philadelphia op 4 juli 1993.

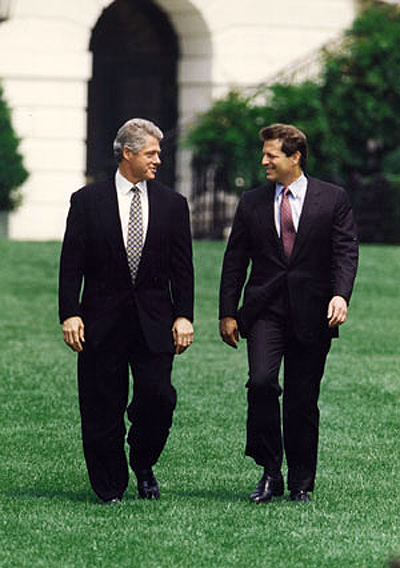
President Bill Clinton en vicepresident Al Gore bij het Witte Huis op 10 augustus 1993.

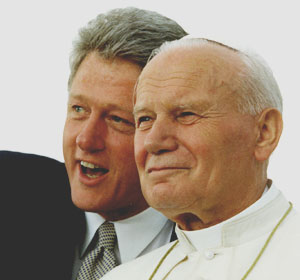
President Bill Clinton en Paus Johannes Paulus II tijdens een bijeenkomst in Denver op 12 augustus 1993.

President Bill Clinton en premier van Australië Paul Keating tijdens een bijeenkomst bij het Witte Huis op 14 september 1993.

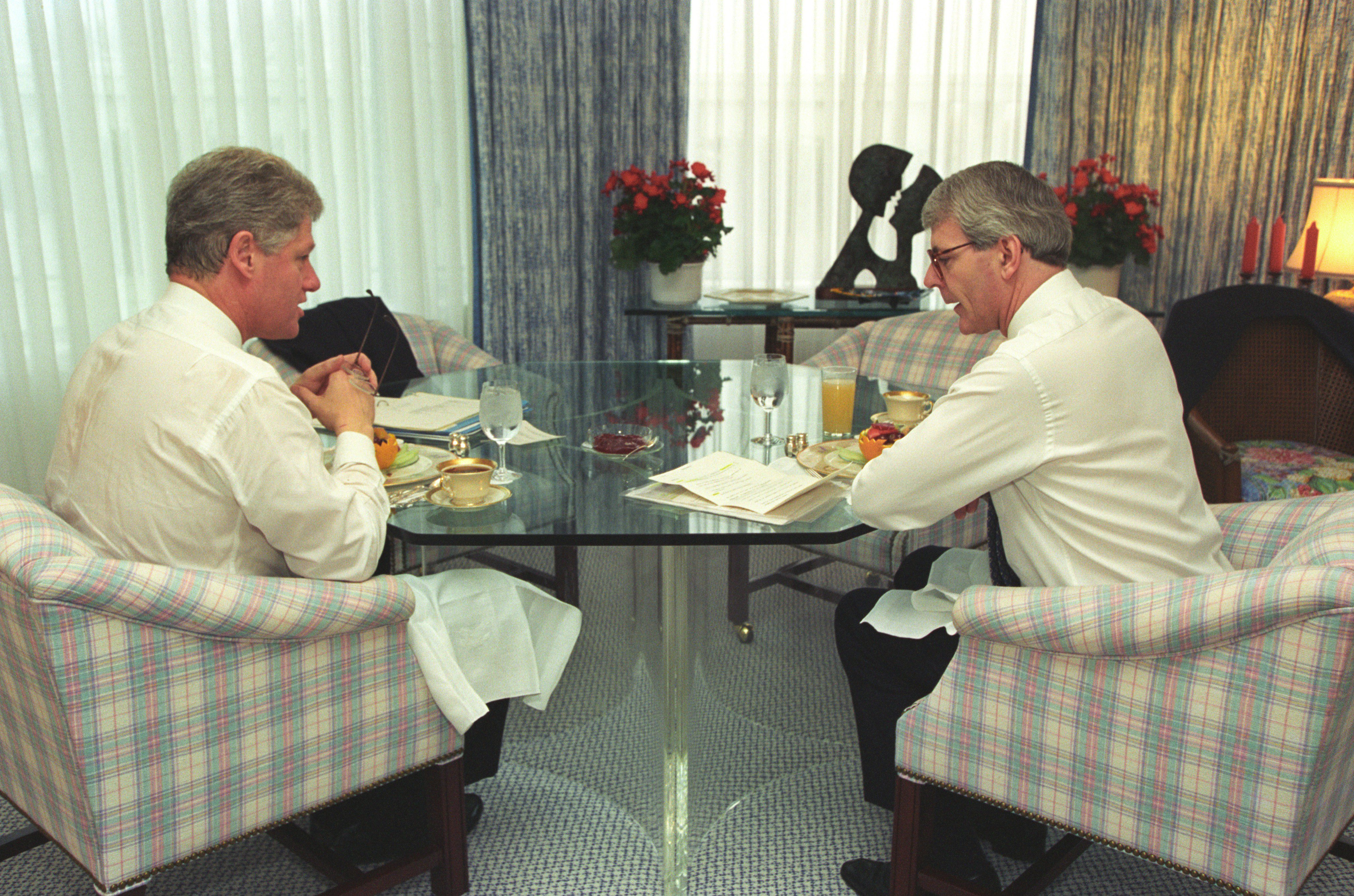
President Bill Clinton en premier van het Verenigd Koninkrijk John Major tijdens een bijeenkomst in het Witte Huis op 15 mei 1994.

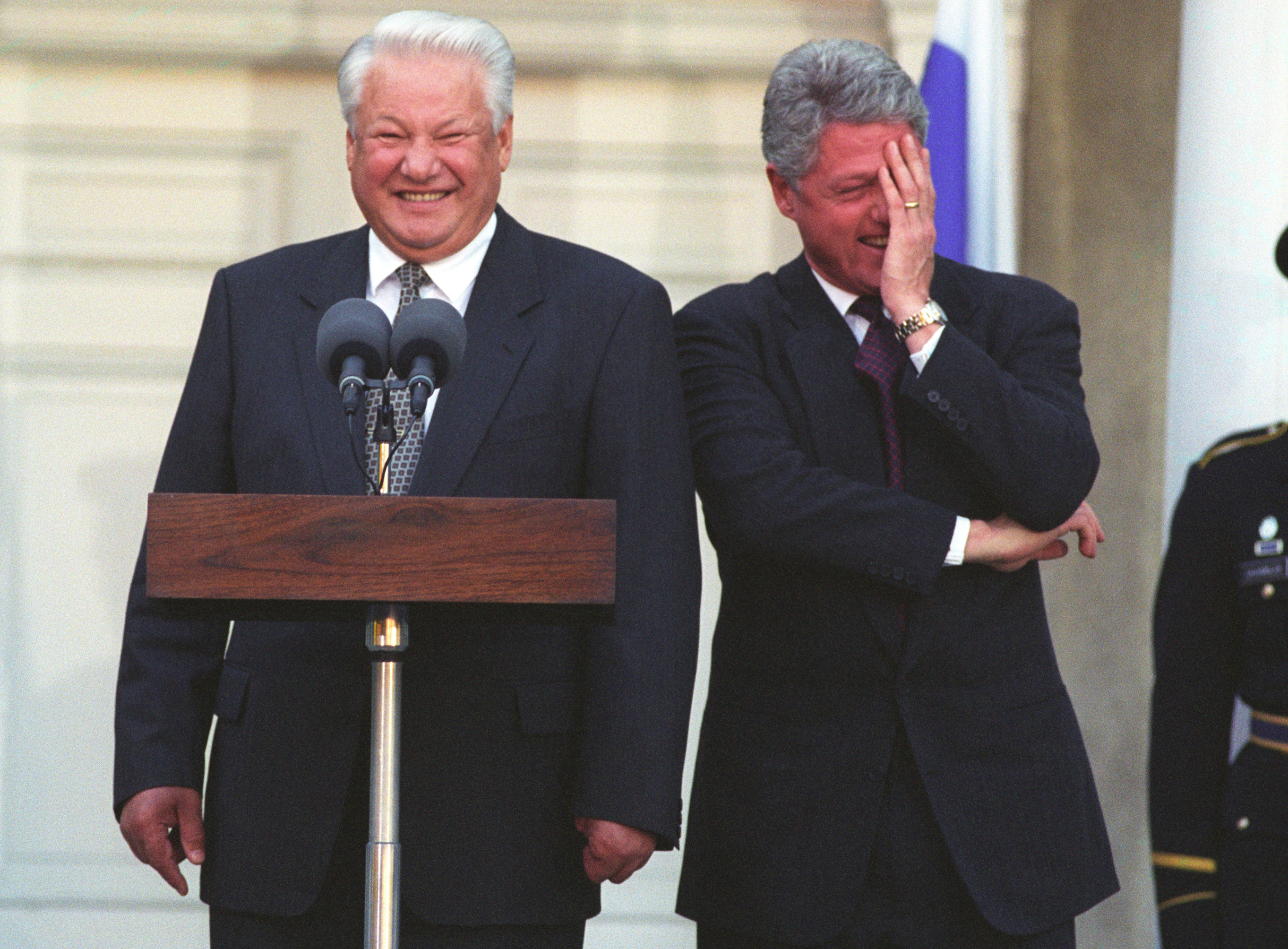
President van Rusland Boris Jeltsin en president Bill Clinton tijdens een persconferentie in Hyde Park, New York op 23 oktober 1995.

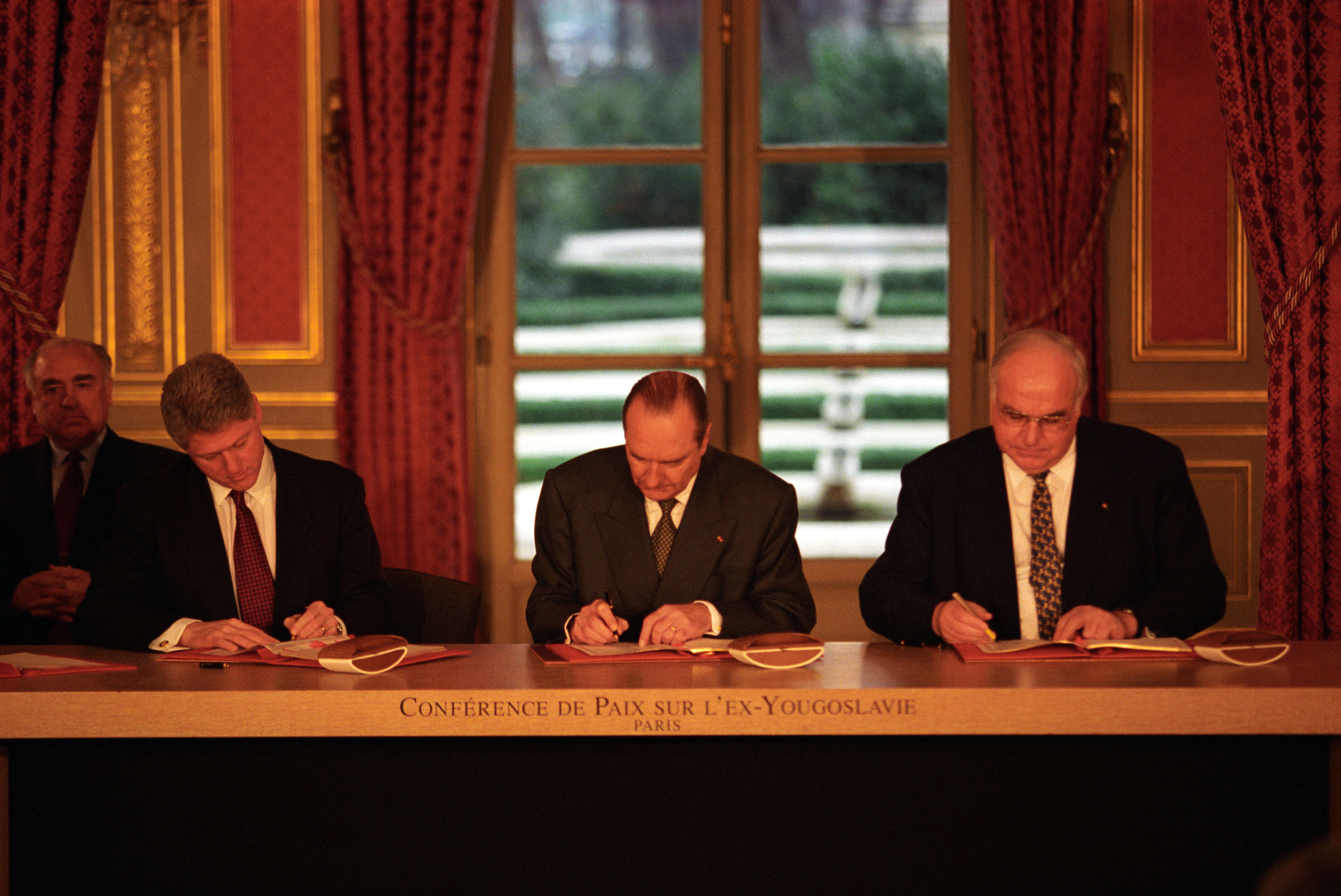
President Bill Clinton, president van Frankrijk Jacques Chirac en bondskanselier van Duitsland Helmut Kohl tijdens een bijeenkomst voor het einde van de Bosnische Burgeroorlog in Parijs op 14 december 1995.

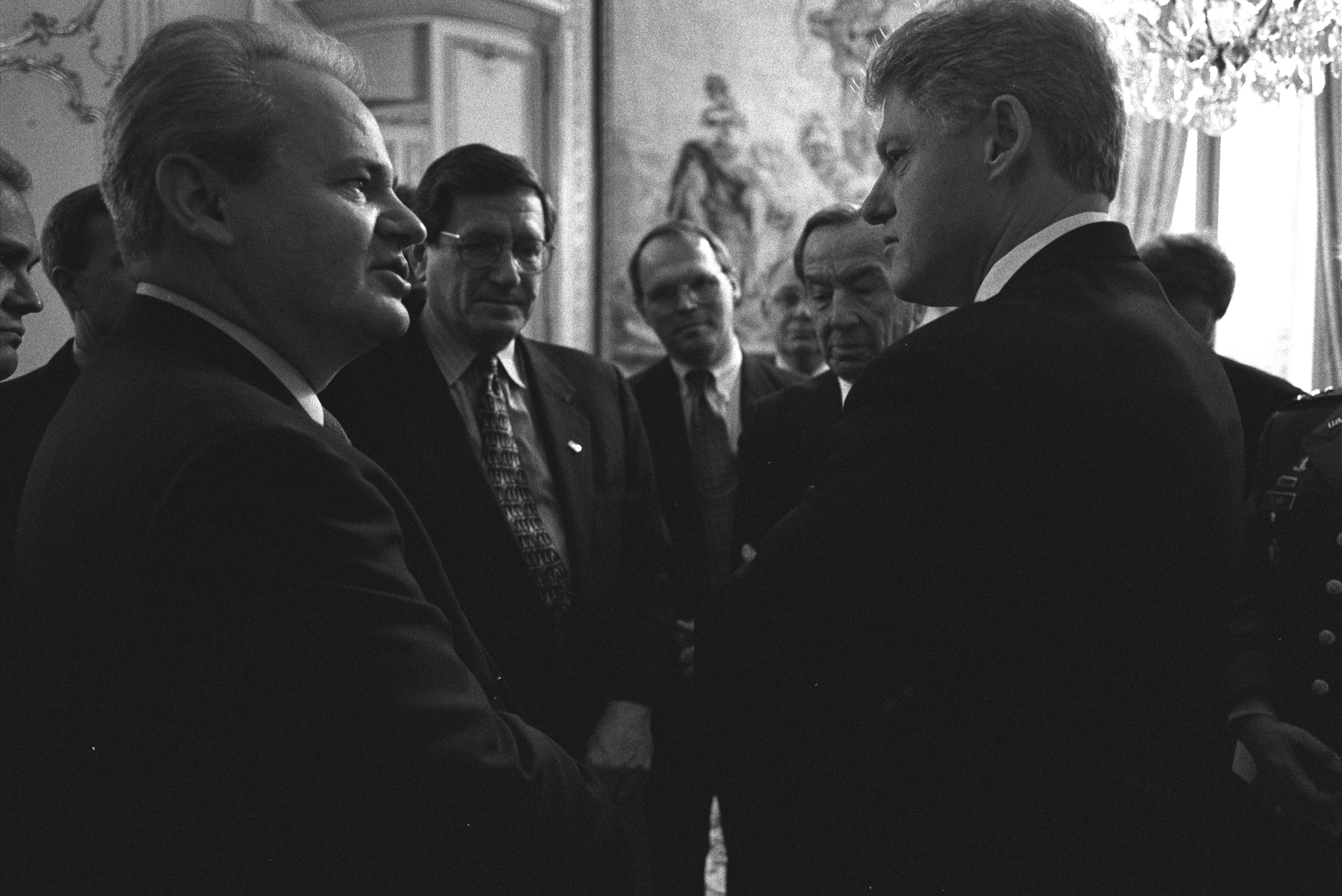
President van Servië Slobodan Milošević, ambassadeur Richard Holbrooke, minister van Buitenlandse Zaken Warren Christopher en president Bill Clinton tijdens een bijeenkomst voor het einde van de Bosnische Burgeroorlog in Parijs op 14 december 1995.

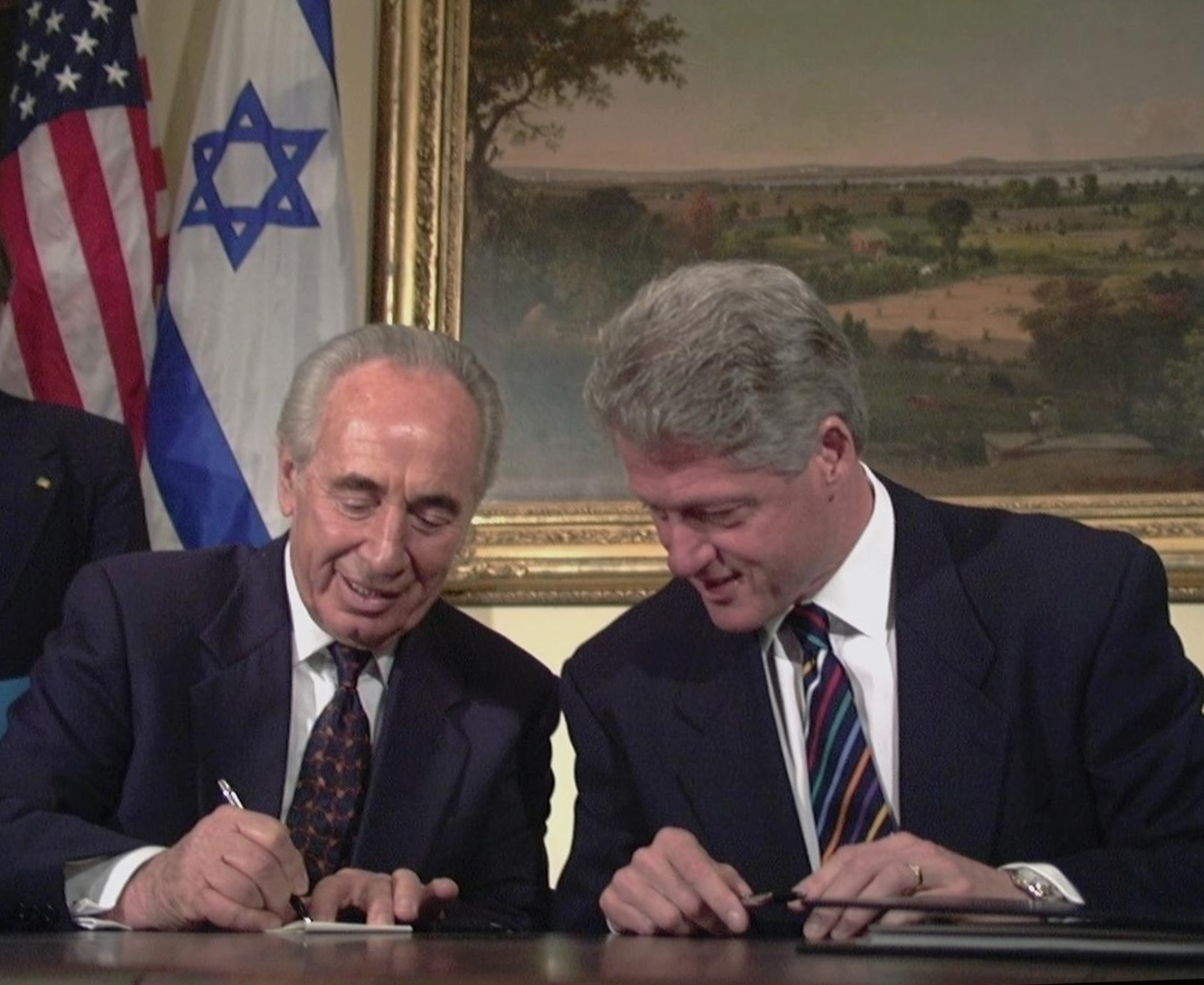
Premier van Israël Shimon Peres en president Bill Clinton tijdens een bijeenkomst in het Witte Huis op 30 april 1996.

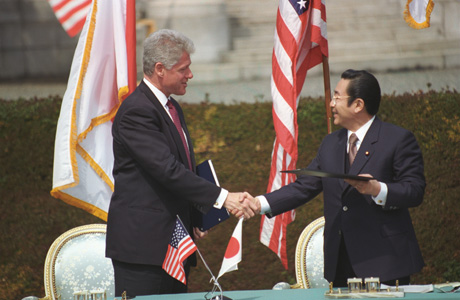
President Bill Clinton en premier van Japan Ryutaro Hashimoto tijdens een bezoek aan Tokio op 26 mei 1996.

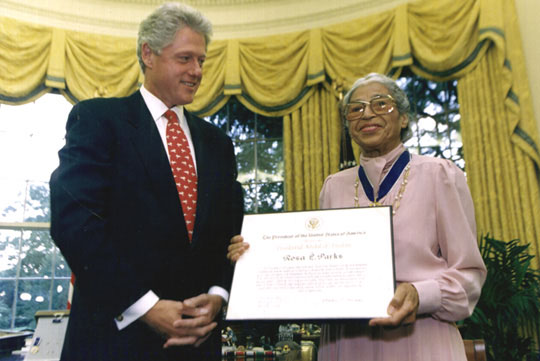
President Bill Clinton en mensenrechtenactivist Rosa Parks in de Oval Office tijdens een bijeenkomst in het Witte Huis op 6 augustus 1996.

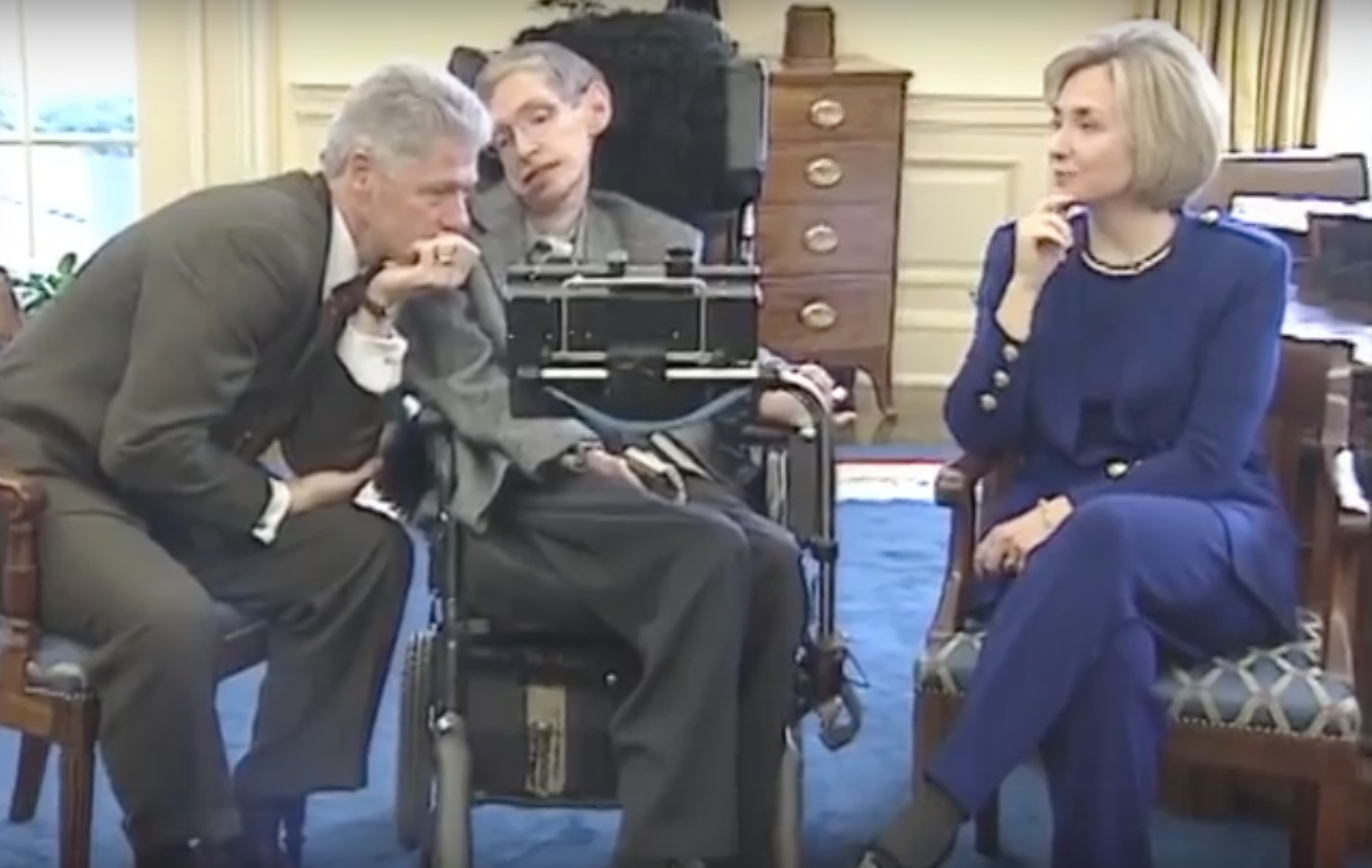
President Bill Clinton, natuurkundige Stephen Hawking en first lady Hillary Clinton in de Oval Office tijdens een bijeenkomst in het Witte Huis op 5 maart 1998.

President van China Jiang Zemin en president Bill Clinton tijdens een persconferentie in Peking op 1 juli 1998.

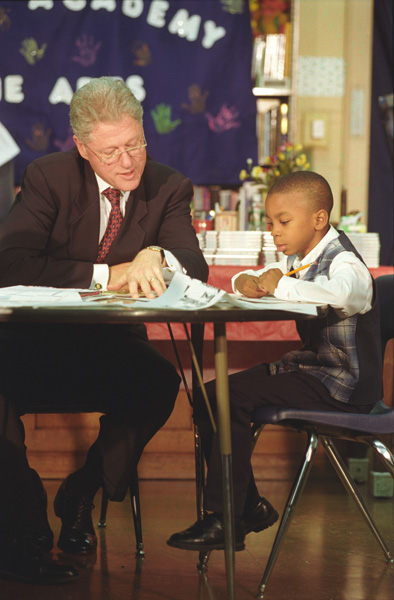
President Bill Clinton tijdens een werkbezoek aan een basisschool in Chicago op 25 september 1998.

| Nr.                  | Functie(s)   | Functie(s)                                               | Ambtsbekleder         | Ambtsbekleder                          | Ambtstermijn      | Ambtstermijn      | Partij(en) |
| -------------------- | ------------ | -------------------------------------------------------- | --------------------- | -------------------------------------- | ----------------- | ----------------- | ---------- |
| 42                   |              | President van de Verenigde Staten                        | Bill Clinton          | Bill Clinton (1946)                    | 20 januari 1993   | 20 januari 2001   | D          |
| 45                   |              | Vicepresident van de Verenigde Staten                    | Al Gore               | Al Gore (1948)                         | 20 januari 1993   | 20 januari 2001   | D          |
| Kabinet              |              |                                                          |                       |                                        |                   |                   |            |
| Nr.                  | Functie(s)   | Functie(s)                                               | Ambtsbekleder         | Ambtsbekleder                          | Ambtstermijn      | Ambtstermijn      | Partij(en) |
| 63                   |              | Minister van Buitenlandse Zaken                          | Warren Christopher    | Warren Christopher (1925–2011)         | 20 januari 1993   | 23 januari 1997   | D          |
| 64                   |              | Minister van Buitenlandse Zaken                          | Madeleine Albright    | Madeleine Albright (1937–2022)         | 23 januari 1997   | 20 januari 2001   | D          |
| 69                   |              | Minister van Financiën                                   | Lloyd Bentsen         | Lloyd Bentsen (1921–2006)              | 20 januari 1993   | 22 december 1994  | D          |
| [ 2 ]                |              | Minister van Financiën                                   |                       | Frank Newman (1942)                    | 22 december 1994  | 11 januari 1995   | O          |
| 70                   |              | Minister van Financiën                                   | Robert Rubin          | Robert Rubin (1938)                    | 11 januari 1995   | 2 juli 1999       | D          |
| 71                   |              | Minister van Financiën                                   | Lawrence Summers      | Lawrence Summers (1954)                | 2 juli 1999       | 20 januari 2001   | D          |
| 18                   |              | Minister van Defensie                                    | Les Aspin             | Les Aspin (1938–1995)                  | 20 januari 1993   | 3 februari 1994   | D          |
| 19                   |              | Minister van Defensie                                    | William Perry         | William Perry (1927)                   | 3 februari 1994   | 24 januari 1997   | D          |
| 20                   |              | Minister van Defensie                                    | William Cohen         | William Cohen (1940)                   | 24 januari 1997   | 20 januari 2001   | R          |
| [ 2 ]                |              | Minister van Justitie                                    |                       | Stuart Gerson (1944)                   | 20 januari 1993   | 11 maart 1993     | R          |
| 78                   |              | Minister van Justitie                                    | Janet Reno            | Janet Reno (1938–2016)                 | 11 maart 1993     | 20 januari 2001   | D          |
| 47                   |              | Minister van Binnenlandse Zaken                          | Bruce Babbitt         | Bruce Babbitt (1938)                   | 20 januari 1993   | 20 januari 2001   | D          |
| 25                   |              | Minister van Landbouw                                    | Mike Espy             | Mike Espy (1953)                       | 20 januari 1993   | 31 december 1994  | D          |
| [ 2 ]                |              | Minister van Landbouw                                    | Richard Rominger      | Richard Rominger (1927–2020)           | 31 december 1994  | 30 maart 1995     | D          |
| 26                   |              | Minister van Landbouw                                    | Dan Glickman          | Dan Glickman (1944)                    | 30 maart 1995     | 20 januari 2001   | D          |
| 30                   |              | Minister van Economische Zaken                           | Ron Brown             | Ron Brown (1941–1996)                  | 20 januari 1993   | 3 april 1996      | D          |
| [ 2 ]                |              | Minister van Economische Zaken                           | Mary Lowe Good        | Mary Lowe Good (1931–2019)             | 3 april 1996      | 12 april 1996     | O          |
| 31                   |              | Minister van Economische Zaken                           | Mickey Kantor         | Mickey Kantor (1939)                   | 12 april 1996     | 20 januari 1997   | D          |
| 32                   |              | Minister van Economische Zaken                           | Bill Daley            | Bill Daley (1948)                      | 20 januari 1997   | 20 juli 2000      | D          |
| 33                   |              | Minister van Economische Zaken                           | Norman Mineta         | Norman Mineta (1931–2022)              | 20 juli 2000      | 20 januari 2001   | D          |
| 22                   |              | Minister van Arbeid                                      | Robert Reich          | Robert Reich (1946)                    | 20 januari 1993   | 20 januari 1997   | D          |
| Vacant               |              | Minister van Arbeid                                      |                       |                                        |                   |                   |            |
| 23                   |              | Minister van Arbeid                                      | Alexis Herman         | Alexis Herman (1947–2025)              | 1 mei 1997        | 20 januari 2001   | D          |
| 18                   |              | Minister van Volksgezondheid en Sociale Zaken            | Donna Shalala         | Donna Shalala (1941)                   | 20 januari 1993   | 20 januari 2001   | D          |
| 10                   |              | Minister van Volkshuisvesting en Stedelijke Ontwikkeling | Henry Cisneros        | Henry Cisneros (1947)                  | 20 januari 1993   | 20 januari 1997   | D          |
| Vacant               |              | Minister van Volkshuisvesting en Stedelijke Ontwikkeling |                       |                                        |                   |                   |            |
| 11                   |              | Minister van Volkshuisvesting en Stedelijke Ontwikkeling | Andrew Cuomo          | Andrew Cuomo (1957)                    | 29 januari 1997   | 20 januari 2001   | D          |
| 12                   |              | Minister van Transport                                   | Federico Peña         | Federico Peña (1947)                   | 20 januari 1993   | 14 februari 1997  | D          |
| 13                   |              | Minister van Transport                                   | Rodney Slater         | Rodney Slater (1955)                   | 14 februari 1997  | 20 januari 2001   | D          |
| 7                    |              | Minister van Energie                                     | Hazel O'Leary         | Hazel O'Leary (1937)                   | 20 januari 1993   | 20 januari 1997   | D          |
| [ 2 ]                |              | Minister van Energie                                     | Charles Brent Curtis  | Charles Brent Curtis (1940)            | 20 januari 1997   | 13 maart 1997     | O          |
| 8                    |              | Minister van Energie                                     | Federico Peña         | Federico Peña (1947)                   | 13 maart 1997     | 30 juni 1998      | D          |
| Vacant               |              | Minister van Energie                                     |                       |                                        |                   |                   |            |
| 9                    |              | Minister van Energie                                     | Bill Richardson       | Bill Richardson (1947–2023)            | 18 augustus 1998  | 20 januari 2001   | D          |
| 6                    |              | Minister van Onderwijs                                   | Richard Riley         | Richard Riley (1933)                   | 20 januari 1993   | 20 januari 2001   | D          |
| 2                    |              | Minister van Veteranenzaken                              | Jesse Brown           | Jesse Brown (1944–2002)                | 20 januari 1993   | 13 juli 1997      | D          |
| [ 2 ]                |              | Minister van Veteranenzaken                              | Hershel Gober         | Hershel Gober (1936)                   | 13 juli 1997      | 1 januari 1998    | D          |
| [ 2 ]                |              | Minister van Veteranenzaken                              | Togo West             | Togo West (1942–2018)                  | 1 januari 1998    | 4 mei 1998        | D          |
| 3                    | 4 mei 1998   | Minister van Veteranenzaken                              | Togo West             | Togo West (1942–2018)                  | 25 juli 2000      |                   | D          |
| [ 2 ]                |              | Minister van Veteranenzaken                              | Hershel Gober         | Hershel Gober (1936)                   | 25 juli 2000      | 20 januari 2001   | D          |
| Executive Office     |              |                                                          |                       |                                        |                   |                   |            |
| Nr.                  | Functie(s)   | Functie(s)                                               | Ambtsbekleder         | Ambtsbekleder                          | Ambtstermijn      | Ambtstermijn      | Partij(en) |
| 17                   |              | Stafchef van het Witte Huis                              | Mack McLarty          | Mack McLarty (1946)                    | 20 januari 1993   | 17 juli 1994      | D          |
| 18                   |              | Stafchef van het Witte Huis                              | Leon Panetta          | Leon Panetta (1938)                    | 17 juli 1994      | 20 januari 1997   | D          |
| 19                   |              | Stafchef van het Witte Huis                              | Erskine Bowles        | Erskine Bowles (1945)                  | 20 januari 1997   | 20 oktober 1998   | D          |
| 20                   |              | Stafchef van het Witte Huis                              | John Podesta          | John Podesta (1949)                    | 20 oktober 1998   | 20 januari 2001   | D          |
| 18                   |              | Nationaal Veiligheidsadviseur                            | Anthony Lake          | Anthony Lake (1939)                    | 20 januari 1993   | 14 maart 1997     | D          |
| 19                   |              | Nationaal Veiligheidsadviseur                            | Sandy Berger          | Sandy Berger (1945–2015)               | 14 maart 1997     | 20 januari 2001   | D          |
|                      |              | Counselor                                                | Vacant                | Vacant                                 | Vacant            | Vacant            | Vacant     |
| 13                   |              | Counselor                                                | David Gergen          | David Gergen (1942)                    | 29 mei 1993       | 10 juni 1994      | R          |
| Vacant               |              | Counselor                                                |                       |                                        |                   |                   |            |
| 14                   |              | Counselor                                                | Mack McLarty          | Mack McLarty (1946)                    | 17 juli 1994      | 30 juni 1998      | D          |
| 15                   |              | Counselor                                                |                       | Bill Curry (1951)                      | 21 februari 1995  | 20 januari 1997   | D          |
| 16                   |              | Counselor                                                | Paul Begala           | Paul Begala (1961)                     | 17 augustus 1997  | 10 maart 1999     | D          |
| 17                   |              | Counselor                                                | Ann Lewis             | Ann Lewis (1937)                       | 10 maart 1999     | 20 januari 2001   | D          |
| 1                    |              | Senior Advisor                                           | Rahm Emanuel          | Rahm Emanuel (1959)                    | 20 januari 1993   | 7 november 1998   | D          |
| 2                    |              | Senior Advisor                                           | George Stephanopoulos | George Stephanopoulos (1961)           | 7 juni 1993       | 10 december 1996  | D          |
| 3                    |              | Senior Advisor                                           | Sidney Blumenthal     | Sidney Blumenthal (1948)               | 19 augustus 1997  | 20 januari 2001   | D          |
| 4                    |              | Senior Advisor                                           |                       | Doug Sosnik (1956)                     | 7 november 1998   | 20 januari 2001   | D          |
| 5                    |              | Senior Advisor                                           |                       | Joel Johnson (1961)                    | 20 mei 1999       | 20 januari 2001   | D          |
| 29                   |              | Directeur van het Bureau voor Management en Budget       | Leon Panetta          | Leon Panetta (1938)                    | 20 januari 1993   | 17 oktober 1994   | D          |
| 30                   |              | Directeur van het Bureau voor Management en Budget       | Alice Rivlin          | Alice Rivlin (1931–2019)               | 17 oktober 1994   | 26 april 1996     | D          |
| 31                   |              | Directeur van het Bureau voor Management en Budget       | Frank Raines          | Frank Raines (1949)                    | 26 april 1996     | 21 mei 1998       | D          |
| 32                   |              | Directeur van het Bureau voor Management en Budget       | Jack Lew              | Jack Lew (1955)                        | 21 mei 1998       | 20 januari 2001   | D          |
| 27                   |              | Juridisch Adviseur                                       |                       | Bernie Nussbaum (1937–2022)            | 20 januari 1993   | 8 maart 1994      | D          |
| 28                   |              | Juridisch Adviseur                                       |                       | Lloyd Cutler (1917–2005)               | 8 maart 1994      | 1 oktober 1994    | D          |
| 29                   |              | Juridisch Adviseur                                       | Abner Mikva           | Abner Mikva (1926–2016)                | 1 oktober 1994    | 1 november 1995   | D          |
| 30                   |              | Juridisch Adviseur                                       |                       | Jack Quinn (1949)                      | 1 november 1995   | 10 februari 1997  | D          |
| 31                   |              | Juridisch Adviseur                                       | Chuck Ruff            | Chuck Ruff (1939–2000)                 | 10 februari 1997  | 6 augustus 1999   | D          |
| [ 2 ]                |              | Juridisch Adviseur                                       | Cheryl Mills          | Cheryl Mills (1965)                    | 6 augustus 1999   | 1 september 1999  | D          |
| 32                   |              | Juridisch Adviseur                                       |                       | Beth Nolan (1951)                      | 1 september 1999  | 20 januari 2001   | D          |
| 12                   |              | Binnenlands Adviseur                                     |                       | Carol Rasco (1948)                     | 20 januari 1977   | 20 december 1996  | D          |
| 13                   |              | Binnenlands Adviseur                                     |                       | Bruce Reed (1960)                      | 20 december 1996  | 20 januari 2001   | D          |
| [ 2 ]                |              | Perschef van het Witte Huis                              | George Stephanopoulos | George Stephanopoulos (1961)           | 20 januari 1993   | 7 juni 1993       | D          |
| 17                   |              | Perschef van het Witte Huis                              | Dee Dee Myers         | Dee Dee Myers (1961)                   | 20 januari 1993   | 22 december 1994  | D          |
| 18                   |              | Perschef van het Witte Huis                              | Mike McCurry          | Mike McCurry (1954)                    | 22 december 1994  | 4 augustus 1998   | D          |
| 19                   |              | Perschef van het Witte Huis                              | Dee Dee Myers         | Joe Lockhart (1959)                    | 4 augustus 1998   | 30 september 2000 | D          |
| 20                   |              | Perschef van het Witte Huis                              | Jake Siewert          | Jake Siewert (1964)                    | 30 september 2000 | 20 januari 2001   | D          |
| Buitenlands Beleid   |              |                                                          |                       |                                        |                   |                   |            |
| Nr.                  | Functie(s)   | Functie(s)                                               | Ambtsbekleder         | Ambtsbekleder                          | Ambtstermijn      | Ambtstermijn      | Partij(en) |
| 19                   |              | Ambassadeur bij de Verenigde Naties                      | Edward Perkins        | Ed Perkins (1928–2020)                 | 12 mei 1992       | 27 januari 1993   | O          |
| 20                   |              | Ambassadeur bij de Verenigde Naties                      | Madeleine Albright    | Madeleine Albright (1937–2022)         | 27 januari 1993   | 23 januari 1997   | D          |
| 21                   |              | Ambassadeur bij de Verenigde Naties                      | Bill Richardson       | Bill Richardson (1947)                 | 23 januari 1997   | 18 augustus 1998  | D          |
| [ 2 ]                |              | Ambassadeur bij de Verenigde Naties                      | Peter Burleigh        | Peter Burleigh (1942)                  | 18 augustus 1998  | 7 september 1999  | O          |
| 22                   |              | Ambassadeur bij de Verenigde Naties                      | Richard Holbrooke     | Richard Holbrooke (1941–2010)          | 7 september 1999  | 20 januari 2001   | D          |
| 11                   |              | Handels- vertegenwoordiger                               | Mickey Kantor         | Mickey Kantor (1939)                   | 20 januari 1993   | 12 april 1996     | D          |
| 12                   |              | Handels- vertegenwoordiger                               | Charlene Barshefsky   | Charlene Barshefsky (1950)             | 12 april 1996     | 20 januari 2001   | D          |
| Agentschapen         |              |                                                          |                       |                                        |                   |                   |            |
| Nr.                  | Functie(s)   | Functie(s)                                               | Ambtsbekleder         | Ambtsbekleder                          | Ambtstermijn      | Ambtstermijn      | Partij(en) |
| 8                    |              | Directeur van de Environmental Protection Agency         | Carol Browner         | Carol Browner (1955)                   | 20 januari 1993   | 20 januari 2001   | D          |
| Inlichtingendiensten |              |                                                          |                       |                                        |                   |                   |            |
| Nr.                  | Functie(s)   | Functie(s)                                               | Ambtsbekleder         | Ambtsbekleder                          | Ambtstermijn      | Ambtstermijn      | Partij(en) |
| [ 2 ]                |              | Directeur van de Central Intelligence Agency             | William Studeman      | Vice Admiral William Studeman (1940)   | 20 januari 1993   | 5 februari 1993   | O          |
| 16                   |              | Directeur van de Central Intelligence Agency             | James Woolsey         | James Woolsey (1941)                   | 5 februari 1993   | 10 januari 1995   | D          |
| [ 2 ]                |              | Directeur van de Central Intelligence Agency             | William Studeman      | Admiral William Studeman (1940)        | 10 januari 1995   | 10 mei 1995       | O          |
| 17                   |              | Directeur van de Central Intelligence Agency             | John Deutch           | John Deutch (1938)                     | 10 mei 1995       | 15 december 1996  | D          |
| [ 2 ]                |              | Directeur van de Central Intelligence Agency             | George Tenet          | George Tenet (1953)                    | 15 december 1996  | 11 juli 1997      | D          |
| 18                   | 11 juli 1997 | Directeur van de Central Intelligence Agency             | George Tenet          | George Tenet (1953)                    | 11 juli 2004      |                   | D          |
| 4                    |              | Directeur van de Federal Bureau of Investigation         | William Sessions      | William Sessions (1930–2020)           | 2 november 1987   | 9 juli 1993       | R          |
| [ 2 ]                |              | Directeur van de Federal Bureau of Investigation         | Floyd Clarke          | Floyd Clarke (1942)                    | 19 juli 1993      | 1 september 1993  | O          |
| 5                    |              | Directeur van de Federal Bureau of Investigation         | Louis Freeh           | Louis Freeh (1950)                     | 1 september 1993  | 25 juni 2001      | R          |
| Economisch Beleid    |              |                                                          |                       |                                        |                   |                   |            |
| Nr.                  | Functie(s)   | Functie(s)                                               | Ambtsbekleder         | Ambtsbekleder                          | Ambtstermijn      | Ambtstermijn      | Partij(en) |
| 1                    |              | Directeur van de Nationale Economische Raad              | Robert Rubin          | Robert Rubin (1938)                    | 20 januari 1993   | 11 januari 1995   | D          |
| Vacant               |              | Directeur van de Nationale Economische Raad              |                       |                                        |                   |                   |            |
| 2                    |              | Directeur van de Nationale Economische Raad              | Laura Tyson           | Laura Tyson (1947)                     | 11 februari 1995  | 12 december 1996  | D          |
| 3                    |              | Directeur van de Nationale Economische Raad              | Gene Sperling         | Gene Sperling (1958)                   | 12 december 1996  | 20 januari 2001   | D          |
|                      |              | Voorzitter van de Raad van Economische Adviseurs         | Vacant                | Vacant                                 | Vacant            | Vacant            | Vacant     |
| 16                   |              | Voorzitter van de Raad van Economische Adviseurs         | Laura Tyson           | Laura Tyson (1947)                     | 5 februari 1993   | 11 februari 1995  | D          |
| Vacant               |              | Voorzitter van de Raad van Economische Adviseurs         |                       |                                        |                   |                   |            |
| 17                   |              | Voorzitter van de Raad van Economische Adviseurs         | Joseph Stiglitz       | Joseph Stiglitz (1943)                 | 28 juni 1995      | 13 februari 1997  | D          |
| Vacant               |              | Voorzitter van de Raad van Economische Adviseurs         |                       |                                        |                   |                   |            |
| 18                   |              | Voorzitter van de Raad van Economische Adviseurs         | Janet Yellen          | Janet Yellen (1946)                    | 18 februari 1997  | 3 augustus 1999   | D          |
| Vacant               |              | Voorzitter van de Raad van Economische Adviseurs         |                       |                                        |                   |                   |            |
| 19                   |              | Voorzitter van de Raad van Economische Adviseurs         |                       | Martin Baily (1949)                    | 22 augustus 1999  | 20 januari 2001   | D          |
| Krijgsmacht          |              |                                                          |                       |                                        |                   |                   |            |
| Nr.                  | Functie(s)   | Functie(s)                                               | Ambtsbekleder         | Ambtsbekleder                          | Ambtstermijn      | Ambtstermijn      | Partij(en) |
| 12                   |              | Chairman of the Joint Chiefs of Staff                    | Colin Powell          | General Colin Powell (1937–2021)       | 1 oktober 1989    | 30 september 1993 | O          |
| [ 2 ]                |              | Chairman of the Joint Chiefs of Staff                    | David Jeremiah        | Admiral David Jeremiah (1934–2013)     | 1 oktober 1993    | 25 oktober 1993   | O          |
| 13                   |              | Chairman of the Joint Chiefs of Staff                    | John Shalikashvili    | General John Shalikashvili (1936–2011) | 25 oktober 1993   | 30 september 1997 | O          |
| 14                   |              | Chairman of the Joint Chiefs of Staff                    | Hugh Shelton          | General Hugh Shelton (1942)            | 1 oktober 1997    | 30 september 2001 | O          |

Washington ·
J. Adams ·
Jefferson ·
Madison ·
Monroe ·
J.Q. Adams ·
Jackson ·
Van Buren ·
W.H. Harrison ·
Tyler ·
Polk ·
Taylor ·
Fillmore ·
Pierce ·
Buchanan ·
Lincoln ·
A. Johnson ·
Grant ·
Hayes ·
Garfield ·
Arthur ·
Cleveland I ·
B. Harrison ·
Cleveland II ·
McKinley ·
T. Roosevelt ·
Taft ·
Wilson ·
Harding ·
Coolidge ·
Hoover ·
F.D. Roosevelt ·
Truman ·
Eisenhower ·
Kennedy ·
L.B. Johnson ·
Nixon ·
Ford ·
Carter ·
Reagan ·
G.H.W. Bush ·
Clinton ·
G.W. Bush ·
Obama ·
Trump I ·
Biden ·
Trump II